# سیارک ۱۹۴۱۵
سیارک ۱۹۴۱۵ (به انگلیسی: 19415 Parvamenon، نامگذاری:1998FC34) نوزده هزار و چهارصد و پانزدهمین سیارک کشف شده‌است که در ۲۰ مارس ۱۹۹۸ کشف شد.
قدر مطلق سیارک برابر ۱۰.۷ است.